# Universidade de Ciências Agrárias da Islândia
A Universidade de Ciências Agrárias da Islândia (em islandês:  Landbúnaðarháskóli Íslands) é uma instituição pública de ensino superior da Islândia, sediada na localidade de Hvanneyri, a 7 km a sudeste de Borgarnes e a 45 km a nordeste de Reiquiavique.                                                
Foi fundada em 2005.

Oferece cursos em áreas como ciências agrárias, ciências do ambiente e da floresta e arquitetura paisagista e planeamento.

## Faculdades
A universidade conta com 3 faculdades:

- Faculdade de Planeamento e Design
- Faculdade de Ciências Ambientais e Florestais
- Faculdade de Ciências Agrárias